# Trichoplusia clarci
Trichoplusia clarci är en fjärilsart som beskrevs av George Francis Hampson 1910. Trichoplusia clarci ingår i släktet Trichoplusia och familjen nattflyn. Inga underarter finns listade i Catalogue of Life.